# Zaginione odcinki serialu Doktor Who

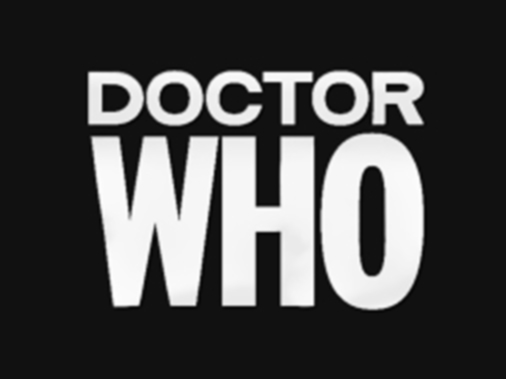
Logo serialu z lat 1963–1967

Zaginione odcinki serialu Doktor Who – w latach 1967–1978 wiele starych materiałów magazynowanych przez BBC na taśmach i w wideotekach było dla oszczędności lub z braku miejsca wyrzucanych albo niszczonych. Taki los spotkał też wiele starych odcinków Doktora Who, głównie historie przygód dwóch pierwszych Doktorów (granych przez Williama Hartnella i Patricka Troughtona). Później utracone odcinki próbowano odzyskiwać – niektóre ocalały więc w wersji czarno-białej (jak pierwszy odcinek trzeciego Doktora z historii Invasion of the Dinosaurs), a niektóre jako kopie. W sumie w archiwach BBC brakuje 97 z 253 odcinków produkowanych przez pierwsze sześć lat.
W tym okresie podobny los spotkał nie tylko odcinki Doktora Who – brakuje także odcinków wielu innych seriali telewizyjnych różnych gatunków, produkowanych przez BBC. Inne seriale, których część odcinków zaginęła, to m.in. Armia tatuśka, Z-Cars, The Wednesday Play, Steptoe and Son, czy też Not Only... But Also. Ponadto, BBC nie było jedyną brytyjską stacją telewizyjną, w której istniał taki proceder. Lokalne oddziały stacji ITV również wyrzucały lub nadgrywały posiadane taśmy. W związku z tym wiele wczesnych odcinków serialu Rewolwer i melonik również uznaje się za zaginione.

## Odzyskiwanie odcinków
Gdy w 1978 roku zmieniła się polityka archiwizowania programów, BBC rozpoczęło poszukiwania wcześniej wyrzuconych odcinków Doktora Who. Udało się odzyskać kilka odcinków dzięki temu, że zachowały się one w archiwach krajów, które wcześniej zakupiły kopie do emisji; odcinki pozyskano także od osób, które kupiły je lub przechowywały. Kolorowe nagrania wideo robione przez fanów, nagrane na taśmach o szerokości 8 mm, również były przyjmowane. Ponadto, część materiałów odzyskano w formie klipów – fragmentów odcinków, emitowanych w innych programach, lub wyciętych z pierwotnego materiału przez cenzurę w innych krajach. Jednakże wszystkie zaginione odcinki przetrwały w wersji radiowej za sprawą słuchaczy nagrywających program bezpośrednio podczas emisji.
Jednym z najbardziej poszukiwanych odcinków jest część czwarta ostatniego odcinka z udziałem Williama Hartnella pt. The Tenth Planet (1966), którą kończy przemiana pierwszego Doktora w drugiego (granego przez Patricka Troughtona). Jedyna znana kopia fragmentów tego odcinka istnieje na niemych, słabej jakości taśmach o szerokości 8 mm. Jednym z ocalałych fragmentów jest kilkusekundowa scena regeneracji, pokazana w swoim czasie w programie dla dzieci Blue Peter.
W kwietniu 2006 roku Blue Peter rzucił wyzwanie fanom serialu: za znalezienie materiałów z zaginionymi odcinkami można było otrzymać nagrodę w postaci naturalnej wielkości modelu Daleka.
W grudniu 2012 roku, w związku z nadchodzącą 50. rocznicą powstania serialu, magazyn Radio Times ogłosił „polowanie” na zaginione odcinki Doktora Who. Radio Times opublikował także własną listę zaginionych odcinków i ustanowił specjalny adres e-mail, służący do kontaktu w tej sprawie.

## Lista zaginionych i odzyskanych odcinków
Kolorem  pomarańczowym  zaznaczono odcinki pierwotnie zaginione, które jednak udało się odzyskać w całości. Kolorem  turkusowym  zaznaczono odcinki, które są w całości zaginione.
| Doktor          | Seria    | Nr       | Tytuł odcinka                              | Liczba odcinków ogółem                     | Numery odzyskanych odcinków        | Liczba odcinków w archiwum         | Uwagi |
| --------------- | -------- | -------- | ------------------------------------------ | ------------------------------------------ | ---------------------------------- | ---------------------------------- | --- |
| pierwszy Doktor | 1        | 004      | Marco Polo                                 | 7                                          | wszystkie zaginione                | wszystkie zaginione                | |
| pierwszy Doktor | 1        | 008      | The Reign of Terror                        | 6                                          | 1, 2, 3, 6                         | 4                                  | W maju 1982 roku kolekcjoner ofiarował BBC kopię szóstej części na 16mm taśmie. Części 1-3 odnaleziono na Cyprze w 1985 roku. |
| pierwszy Doktor | 2        | 014      | The Crusade                                | 4                                          | 1                                  | 2                                  | Kopia części pierwszej tego odcinka (pt. The Lion) została odnaleziona w Nowej Zelandii w styczniu 1999. Część trzecia tego odcinka przetrwała okres wymazywania – nigdy nie została usunięta z archiwum BBC.                                                        |
| pierwszy Doktor | 2        | 017      | The Time Meddler                           | 4                                          | 1, 3, 4                            | wszystkie                          | Część druga tego odcinka przetrwała okres wymazywania – nigdy nie została usunięta z archiwum BBC. Ostatecznie odcinek został skompletowany w 1984 roku, gdy wszystkie części odnalezione zostały w archiwum telewizyjnym w Nigerii.                                 |
| pierwszy Doktor | 3        | 018      | Galaxy 4                                   | 4                                          | 3                                  | 1                                  | Część 3 odcinka została zwrócona BBC w 2011 roku przez fana serialu, który zakupił kopię tej części w latach 80. Fan nie był świadomy, że BBC nie posiada kopii tego odcinka w archiwum.                                                                             |
| pierwszy Doktor | 3        | 019      | Mission to the Unknown                     | 1                                          | zaginiony                          | zaginiony                          | |
| pierwszy Doktor | 3        | 020      | The Myth Makers                            | 4                                          | wszystkie zaginione                | wszystkie zaginione                | |
| pierwszy Doktor | 3        | 021      | The Daleks’ Master Plan                    | 12                                         | 2, 5, 10                           | 3                                  | Część 5 oraz 10 odnalezione zostały w archiwum kościoła Mormonów na początku lat 80. W styczniu 2004 część druga powróciła do BBC z rąk byłego pracownika BBC po tym, jak została przez niego „uratowana” przed wyrzuceniem na początku lat 70.                      |
| pierwszy Doktor | 3        | 022      | The Massacre of St Bartholomew’s Eve       | 4                                          | wszystkie zaginione                | wszystkie zaginione                | |
| pierwszy Doktor | 3        | 024      | The Celestial Toymaker                     | 4                                          | 4                                  | 1                                  | Część czwarta została odnaleziona w 1984 roku w Australii, w archiwum stacji telewizyjnej ABC. |
| pierwszy Doktor | 3        | 026      | The Savages                                | 4                                          | wszystkie zaginione                | wszystkie zaginione                | |
| pierwszy Doktor | 3        | 027      | The War Machines                           | 4                                          | 4                                  | wszystkie                          | Pomimo posiadania wcześniej różnych kopii klipów i całej części drugiej (od 1980) ostatecznie odcinek skompletowano w 1984 roku, gdy wszystkie części odnaleziono w archiwum telewizyjnym w Nigerii.                                                                 |
| pierwszy Doktor | 4        | 028      | The Smugglers                              | 4                                          | wszystkie zaginione                | wszystkie zaginione                | |
| pierwszy Doktor | 4        | 029      | The Tenth Planet                           | 4                                          | –                                  | 3                                  | Archiwum posiada części od 1 do 3. Część 4 jest uznana za zaginioną. |
| W sumie:        | W sumie: | W sumie: | 12 zaginionych lub niekompletnych odcinków | 12 zaginionych lub niekompletnych odcinków | 22 z 66 części istnieje            | 22 z 66 części istnieje            | 22 z 66 części istnieje |
| drugi Doktor    | 4        | 030      | The Power of the Daleks                    | 6                                          | wszystkie zaginione                | wszystkie zaginione                | |
| drugi Doktor    | 4        | 031      | The Highlanders                            | 4                                          | wszystkie zaginione                | wszystkie zaginione                | |
| drugi Doktor    | 4        | 032      | The Underwater Menace                      | 4                                          | 2                                  | 2                                  | Część 2 odcinka została zwrócona BBC w 2011 roku przez fana serialu. Część trzecia tego odcinka przetrwała okres wymazywania – nigdy nie została usunięta z archiwum BBC.                                                                                            |
| drugi Doktor    | 4        | 033      | The Moonbase                               | 4                                          | –                                  | 2                                  | Archiwum posiada część drugą oraz czwartą. Część 1 oraz 3 są zaginione. |
| drugi Doktor    | 4        | 034      | The Macra Terror                           | 4                                          | wszystkie zaginione                | wszystkie zaginione                | |
| drugi Doktor    | 4        | 035      | The Faceless Ones                          | 6                                          | 3                                  | 2                                  | Kopia części trzeciej, choć bardzo uszkodzona, znajdowała się w rękach osoby prywatnej. W 1987 trafiła z powrotem do BBC. Wcześniej zachowana była wyłącznie pierwsza część tego odcinka – nigdy nie została wyrzucona z archiwum BBC.                               |
| drugi Doktor    | 4        | 036      | The Evil of the Daleks                     | 7                                          | 2                                  | 1                                  | Kopia części drugiej znajdowała się w rękach osoby prywatnej, w 1987 trafiła z powrotem do BBC. |
| drugi Doktor    | 5        | 037      | The Tomb of the Cybermen                   | 4                                          | wszystkie                          | wszystkie                          | Wszystkie części tego odcinka odzyskano z archiwum w Hongkongu w 1993 roku. |
| drugi Doktor    | 5        | 038      | The Abominable Snowmen                     | 6                                          | 2                                  | 1                                  | Część druga odcinka, za sprawą pasjonata filmów, powróciła do BBC w lutym 1982 roku na 16mm taśmie. |
| drugi Doktor    | 5        | 039      | The Ice Warriors                           | 6                                          | 1, 4, 5, 6                         | 4                                  | W kwietniu 1988 odnaleziono części 1, 4, 5 oraz 6 w BBC Enterprises, gdy podczas przenosin odkryto wcześniej zapomniany obszar archiwów. |
| drugi Doktor    | 5        | 040      | The Enemy of the World                     | 6                                          | 1, 2, 4, 5, 6                      | wszystkie                          | Wszystkie części tego odcinka zostały odnalezione w nigeryjskim archiwum telewizji Jos, co ogłoszono 10 października 2013. Wcześniej zachowana była wyłącznie trzecia część tego odcinka – nigdy nie została wyrzucona z archiwum BBC.                               |
| drugi Doktor    | 5        | 041      | The Web of Fear                            | 6                                          | 2, 4, 5, 6                         | 5                                  | Części 1-2 oraz 4-6 zostały odnalezione w nigeryjskim archiwum telewizji Jos, co ogłoszono 10 października 2013. Wcześniej zachowana była wyłącznie pierwsza część tego odcinka, która została odnaleziona w Hongkongu lata wcześniej. Część 3 nadal jest zaginiona. |
| drugi Doktor    | 5        | 042      | Fury from the Deep                         | 6                                          | wszystkie zaginione                | wszystkie zaginione                | |
| drugi Doktor    | 5        | 043      | The Wheel in Space                         | 6                                          | 3                                  | 2                                  | Część trzecia została odnaleziona jako kopia na taśmie 16mm u osoby prywatnej w marcu 1983, a w listopadzie tegoż roku przekazana w ręce BBC. Część 6 nigdy nie opuściła archiwum BBC.                                                                               |
| drugi Doktor    | 6        | 044      | The Dominators                             | 5                                          | 3                                  | wszystkie                          | Trzecią część odzyskano, ponieważ kopię całego odcinka posiadał w swym archiwum Brytyjski Instytut Filmowy. Pozostałe nigdy nie zostały wyrzucone z archiwum BBC. |
| drugi Doktor    | 6        | 046      | The Invasion                               | 8                                          | –                                  | 6                                  | Brakuje części 1 oraz 4. Pozostałe przetrwały okres wymazywania. |
| drugi Doktor    | 6        | 047      | The Krotons                                | 4                                          | 4                                  | wszystkie                          | Części 1-3 nie zostały wyrzucone z archiwum BBC. Część czwartą odzyskano, ponieważ kopię całego odcinka posiadał w swym archiwum Brytyjski Instytut Filmowy. |
| drugi Doktor    | 6        | 049      | The Space Pirates                          | 6                                          | –                                  | 1                                  | Okres wymazywania przetrwała jedynie część 2 odcinka. |
| drugi Doktor    | 6        | 050      | The War Games                              | 10                                         | 1, 3, 4, 6, 7, 10                  | wszystkie                          | Części 2, 5, 8 oraz 9 przetrwały okres wymazywania – nigdy nie zostały usunięte z archiwum BBC. Pozostałe części odzyskano, ponieważ kopię całego odcinka posiadał w swym archiwum Brytyjski Instytut Filmowy.                                                       |
| W sumie:        | W sumie: | W sumie: | 14 zaginionych lub niekompletnych odcinków | 14 zaginionych lub niekompletnych odcinków | 55 z 108 części istnieje           | 55 z 108 części istnieje           | 55 z 108 części istnieje |
| Ogółem:         | Ogółem:  | Ogółem:  | 26 odcinków                                | 26 odcinków                                | 77 części istnieje, 97 zaginionych | 77 części istnieje, 97 zaginionych | 77 części istnieje, 97 zaginionych |

Odcinki trzeciego Doktora również spotkał podobny los. Brakowało dwóch części odcinków z 11. sezonu: 1. części Invasion of the Dinosaurs oraz 1. części Death to the Daleks. Dziesiąta seria również była wybrakowana: nie było części 1-3 oraz 6. odcinka Frontier in Space ani 3. części Planet of the Daleks. Z dziewiątej serii w archiwum pozostał nienaruszony jedynie odcinek Day of the Daleks, a oprócz niego części 4., 5. oraz 6. odcinka The Sea Devils, a także części 3-6 odcinka The Mutants. Z serii 8 zachowały się jedynie trzy części: 1. i 4. odcinka The Claws of Axos oraz 4. część odcinka The Daemons, a z siódmego sezonu zachowała się jedynie 1. część odcinka The Ambassadors of Death. Jednakże dzięki licznym, w większości czarno-białym kopiom, przechowywanym przez BBC Enterprises, fanów i zagraniczne stacje telewizyjne, udało się odzyskać wszystkie odcinki z sezonów 7-11.

### Klipy
Do 36 części z 97 zaginionych udało się z różnych źródeł odzyskać także pojedyncze klipy, zawierające od kilku do kilkunastu sekund materiału. Jedyne odcinki, do których nie zachował się żaden materiał to Marco Polo, Mission to the Unknown oraz The Massacre of St Bartholomew’s Eve. Poniższa tabela przedstawia listę odzyskanych fragmentów wraz z ich źródłem i formatem. W poniższej tabeli podano jedynie te klipy, które odnaleziono do niezachowanych części odcinków. Odcinki w całości zaginione zostały zaznaczone na  turkusowo .
| Doktor           | Sezon            | Nr               | Odcinek                 | Liczba części | Odzyskane          | Odzyskane          | Odzyskane             | Odzyskane                                                               | Odzyskane          | Odzyskane          |
| Doktor           | Sezon            | Nr               | Odcinek                 | Liczba części | Nr części          | Czas (mm:ss)       | Format                | Źródło                                                                  | Pochodzenie        | Łącznie (mm:ss)    |
| ---------------- | ---------------- | ---------------- | ----------------------- | ------------- | ------------------ | ------------------ | --------------------- | ----------------------------------------------------------------------- | ------------------ | ------------------ |
| pierwszy Doktor  | 1                | 008              | The Reign of Terror     | 6             | 4                  | 00:10              | 8mm                   | osoba prywatna                                                          | Australia          | 00:21              |
| pierwszy Doktor  | 1                | 008              | The Reign of Terror     | 6             | 5                  | 00:11              | 8mm                   | osoba prywatna                                                          | Australia          | 00:21              |
| pierwszy Doktor  | 3                | 018              | Galaxy 4                | 4             | 1                  | 00:10              | 8mm                   | osoba prywatna                                                          | Australia          | 06:03              |
| pierwszy Doktor  | 3                | 018              | Galaxy 4                | 4             | 1                  | 05:23              | 16 mm (telerecording) | prywatny kolekcjoner                                                    | Wielka Brytania    | 06:03              |
| pierwszy Doktor  | 3                | 018              | Galaxy 4                | 4             | 1                  | 00:30              | 16 mm (telerecording) | BBC; Wyemitowane w programie Whose Doctor Who, 3 kwietnia 1977          | Wielka Brytania    | 06:03              |
| pierwszy Doktor  | 3                | 020              | The Myth Makers         | 4             | 1                  | 00:21              | 8mm                   | osoba prywatna                                                          | Australia          | 00:56              |
| pierwszy Doktor  | 3                | 020              | The Myth Makers         | 4             | 2                  | 00:20              | 8mm                   | osoba prywatna                                                          | Australia          | 00:56              |
| pierwszy Doktor  | 3                | 020              | The Myth Makers         | 4             | 4                  | 00:15              | 8mm                   | osoba prywatna                                                          | Australia          | 00:56              |
| pierwszy Doktor  | 3                | 021              | The Daleks’ Master Plan | 12            | 1                  | 01:43              | 35 mm (insert)        | BBC; Przechowywane przez BBC Film Library                               | Wielka Brytania    | 04:19              |
| pierwszy Doktor  | 3                | 021              | The Daleks’ Master Plan | 12            | 3                  | 01:38              | 16 mm (telerecording) | BBC; Wyemitowane w programie Blue Peter, 25 października 1971           | Wielka Brytania    | 04:19              |
| pierwszy Doktor  | 3                | 021              | The Daleks’ Master Plan | 12            | 4                  | 00:58              | 16 mm (telerecording) | BBC; Wyemitowane w programie Blue Peter, 5 listopada 1973               | Wielka Brytania    | 04:19              |
| pierwszy Doktor  | 3                | 026              | The Savages             | 4             | 3                  | 00:03              | 8mm                   | osoba prywatna                                                          | Australia          | 00:44              |
| pierwszy Doktor  | 3                | 026              | The Savages             | 4             | 4                  | 00:41              | 8mm                   | osoba prywatna                                                          | Australia          | 00:44              |
| pierwszy Doktor  | 4                | 028              | The Smugglers           | 4             | 1                  | 00:23              | 16 mm (telerecording) | Archiwum narodowe                                                       | Australia          | 00:47              |
| pierwszy Doktor  | 4                | 028              | The Smugglers           | 4             | 3                  | 00:24              | 16 mm (telerecording) | Archiwum narodowe                                                       | Australia          | 00:47              |
| pierwszy Doktor  | 4                | 028              | The Smugglers           | 4             | 4                  | 00:03              | 16 mm (telerecording) | Archiwum narodowe                                                       | Australia          | 00:47              |
| pierwszy Doktor  | 4                | 029              | The Tenth Planet        | 4             | 4                  | 00:51              | 8mm                   | osoba prywatna                                                          | Australia          | 01:18              |
| pierwszy Doktor  | 4                | 029              | The Tenth Planet        | 4             | 4                  | 00:27              | 16 mm (telerecording) | BBC; Wyemitowane w programie Blue Peter, 5 listopada 1973               | Wielka Brytania    | 01:18              |
| Łącznie          | Łącznie          | Łącznie          | 7 odcinków              | 7 odcinków    | 14 minut 28 sekund | 14 minut 28 sekund | 14 minut 28 sekund    | 14 minut 28 sekund                                                      | 14 minut 28 sekund | 14 minut 28 sekund |
| drugi Doktor     | 4                | 030              | The Power of the Daleks | 6             | 1                  | 00:35              | 8mm                   | osoba prywatna                                                          | Australia          | 02:53              |
| drugi Doktor     | 4                | 030              | The Power of the Daleks | 6             | 1                  | 00:19              | 16 mm (telerecording) | BBC; Wyemitowane jako część zwiastuna serialu na BBC1, 5 listopada 1966 | Wielka Brytania    | 02:53              |
| drugi Doktor     | 4                | 030              | The Power of the Daleks | 6             | 2                  | 00:24              | 8mm                   | osoba prywatna                                                          | Australia          | 02:53              |
| drugi Doktor     | 4                | 030              | The Power of the Daleks | 6             | 4                  | 00:10              | 16 mm (telerecording) | ABC; Wyemitowane w programie Perspectives:C for Computer, 29 maja 1974  | Australia          | 02:53              |
| drugi Doktor     | 4                | 030              | The Power of the Daleks | 6             | 4                  | 00:21              | 16 mm (insert)        | BBC; Wyemitowane w programie Tomorrow’s World                           | Wielka Brytania    | 02:53              |
| drugi Doktor     | 4                | 030              | The Power of the Daleks | 6             | 5                  | 00:18              | 16 mm (telerecording) | ABC; Wyemitowane w programie Perspectives:C for Computer, 29 maja 1974  | Australia          | 02:53              |
| drugi Doktor     | 4                | 030              | The Power of the Daleks | 6             | 5                  | 00:40              | 16 mm film            | BBC; Wyemitowane w programie Whicker’s World, 27 stycznia 1968          | Wielka Brytania    | 02:53              |
| drugi Doktor     | 4                | 030              | The Power of the Daleks | 6             | 6                  | 00:06              | 16 mm film            | BBC; Wyemitowane w programie Tom Tom, 26 listopada 1968                 | Wielka Brytania    | 02:53              |
| drugi Doktor     | 4                | 031              | The Highlanders         | 4             | 1                  | 00:13              | 16 mm (telerecording) | Archiwum narodowe                                                       | Australia          | 00:13              |
| drugi Doktor     | 4                | 032              | The Underwater Menace   | 4             | 1                  | 00:14              | 16 mm (telerecording) | Archiwum narodowe                                                       | Australia          | 00:17              |
| drugi Doktor     | 4                | 032              | The Underwater Menace   | 4             | 4                  | 00:03              | 16 mm (telerecording) | Archiwum narodowe                                                       | Australia          | 00:17              |
| drugi Doktor     | 4                | 034              | The Macra Terror        | 4             | 2                  | 00:26              | 16 mm (telerecording) | Archiwum narodowe                                                       | Australia          | 01:20              |
| drugi Doktor     | 4                | 034              | The Macra Terror        | 4             | 3                  | 00:02              | 16 mm (telerecording) | Archiwum narodowe                                                       | Australia          | 01:20              |
| drugi Doktor     | 4                | 034              | The Macra Terror        | 4             | 3                  | 00:52              | 8mm                   | osoba prywatna                                                          | Australia          | 01:20              |
| drugi Doktor     | 4                | 035              | The Faceless Ones       | 6             | 2                  | 00:03              | 8mm                   | osoba prywatna                                                          | Australia          | 00:03              |
| drugi Doktor     | 4                | 036              | The Evil of the Daleks  | 7             | 7                  | 00:03              | 16 mm film            | prywatny kolekcjoner                                                    | Wielka Brytania    | 00:03              |
| drugi Doktor     | 5                | 038              | The Abominable Snowmen  | 6             | 4                  | 00:08              | 16 mm film            | BBC; Wyemitowane w programie Late Night Line-Up, 25 listopada 1967      | Wielka Brytania    | 00:08              |
| drugi Doktor     | 5                | 042              | Fury from the Deep      | 6             | 1                  | 00:19              | 16 mm (telerecording) | BBC; Wyemitowane jako część odcinka The War Games, 21 czerwca 1969      | Wielka Brytania    | 02:15              |
| drugi Doktor     | 5                | 042              | Fury from the Deep      | 6             | 2                  | 00:54              | 16 mm (telerecording) | Archiwum narodowe                                                       | Australia          | 02:15              |
| drugi Doktor     | 5                | 042              | Fury from the Deep      | 6             | 4                  | 00:31              | 16 mm (telerecording) | Archiwum narodowe                                                       | Australia          | 02:15              |
| drugi Doktor     | 5                | 042              | Fury from the Deep      | 6             | 5                  | 00:31              | 16 mm (telerecording) | Archiwum narodowe                                                       | Australia          | 02:15              |
| drugi Doktor     | 5                | 043              | The Wheel in Space      | 6             | 1                  | 00:04              | 16 mm (telerecording) | BBC; Wyemitowane jako część odcinka The War Games, 21 czerwca 1969      | Wielka Brytania    | 00:13              |
| drugi Doktor     | 5                | 043              | The Wheel in Space      | 6             | 4                  | 00:03              | 16 mm (telerecording) | Archiwum narodowe                                                       | Australia          | 00:13              |
| drugi Doktor     | 5                | 043              | The Wheel in Space      | 6             | 5                  | 00:06              | 16 mm (telerecording) | prywatny kolekcjoner                                                    | Nowa Zelandia      | 00:13              |
| drugi Doktor     | 6                | 049              | The Space Pirates       | 6             | 1                  | 01:05              | 35 mm (insert)        | BBC; Przechowywane przez BBC Film Library                               | Wielka Brytania    | 01:05              |
| Łącznie          | Łącznie          | Łącznie          | 10 odcinków             | 10 odcinków   | 8 minut 30 sekund  | 8 minut 30 sekund  | 8 minut 30 sekund     | 8 minut 30 sekund                                                       | 8 minut 30 sekund  | 8 minut 30 sekund  |
| Doktorzy łącznie | Doktorzy łącznie | Doktorzy łącznie | 17 odcinków             | 17 odcinków   | 22 minut 58 sekund | 22 minut 58 sekund | 22 minut 58 sekund    | 22 minut 58 sekund                                                      | 22 minut 58 sekund | 22 minut 58 sekund |

## Rekonstruowanie odcinków
Do większości odcinków istnieje dokumentacja zdjęciowa, głównie za sprawą fotografa Johna Cury, który był zatrudniony w BBC do dokumentowania produkcji wielu najpopularniejszych programów telewizyjnych w latach 50 i 60. Dokumentacja ta wykorzystywana jest do rekonstrukcji zaginionych odcinków serialu, zarówno przez BBC, jak i przez fanów. Amatorskie rekonstrukcje robione przez fanów są tolerowane przez BBC, jako że nie są tworzone dla zysku i w rzeczywistości przyczyniły się one do zwiększenia popularności serialu.
W BBC trwają prace nad dalszym rekonstruowaniem odcinków – postanowiono odtworzyć zachowane materiały na tyle, jak dalece jest to możliwe. Na początku lat 90. BBC udostępniło nagrania dźwięku do brakujących odcinków na kasetach, a później także na płytach kompaktowych. Oficjalne rekonstrukcje odcinków były również udostępniane przez BBC na VHS, płytach CD, później również na DVD.

### Odcinki animowane
W kilku przypadkach, by skompletować odcinki, w których brakowało jedynie pojedynczych części, producenci zdecydowali się na zlecenie stworzenia czarno-białych animacji do wydania na DVD. W wyniku współpracy ze studiem animacji Cosgrove Hall zrekonstruowana została pierwsza i czwarta część odcinka The Invasion (1968), któremu nadano formę animowaną – do zrekonstruowania użyto odzyskanych ścieżek dźwiękowych i notatek dotyczących produkcji oryginalnych części. Całość odcinka (łącznie z zachowanymi, odświeżonymi nagraniami pozostałych części) wydano na DVD 6 listopada 2006 roku. Na tej samej zasadzie utworzono animowane wersje do innych zaginionych odcinków. W czerwcu 2011 roku 2 Entertain ogłosiło, że została zlecona animowana rekonstrukcja części czwartej i piątej odcinka The Reign of Terror. Za rekonstrukcję odpowiada Big Finnish i firma Planet 55. Firma Planet 55 została także zatrudniona do wykonania animowanej rekonstrukcji 4. części odcinka The Tenth Planet, oraz 1. i 3. części odcinka The Moonbase. W lutym 2013 roku BBC Worldwide ogłosiło, że 2. i 3. część odcinka The Ice Warriors zostanie zanimowana przez Qurios Entertainment na potrzeby wydania odcinka na DVD.
We wrześniu 2016 roku ogłoszono, że zostaną zanimowane wszystkie części zaginionego odcinka The Power of the Daleks i zostaną one udostępnione do ściągnięcia za pośrednictwem BBC Store w dniu 5 listopada 2016 roku, dokładnie w 50. rocznicę wyemitowania tego odcinka w telewizji. Wydanie DVD pojawiło się na rynku 21 listopada 2016 roku.
4 grudnia 2018 roku ogłoszono, że wszystkie części zaginionego w całości odcinka The Macra Terror zostały odtworzone w wersji animowanej i wydane na DVD i Blu-ray 18 marca 2019 roku.
Powstała także w pełni kolorowa rekonstrukcja wszystkich części odcinka The Faceless Ones, która została wydana 16 marca 2020 na Blu-ray i DVD. W zestawie wydano także odświeżone wersje odcinków 1 i 3, których oryginalna forma zachowała się do czasów współczesnych. Zapowiedziana została także rekonstrukcja wszystkich części odcinka Fury from the Deep, która będzie miała swoją premierę w 2020 roku.
| Doktor          | Seria | Nr  | Tytuł                   | Liczba części | Liczba części | Animator             | Wydanie DVD Region 2 |
| Doktor          | Seria | Nr  | Tytuł                   | Ogółem        | Animowanych   | Animator             | Wydanie DVD Region 2 |
| --------------- | ----- | --- | ----------------------- | ------------- | ------------- | -------------------- | -------------------- |
| pierwszy Doktor | 1     | 008 | The Reign of Terror     | 6             | 2 (4,5)       | Big Finish/Planet 55 | 28 stycznia 2013     |
| pierwszy Doktor | 4     | 029 | The Tenth Planet        | 4             | 1 (4)         | Planet 55            | 14 października 2013 |
| drugi Doktor    | 4     | 030 | The Power of the Daleks | 6             | 6             | BBC Studios          | 21 listopada 2016    |
| drugi Doktor    | 4     | 033 | The Moonbase            | 4             | 2 (1,3)       | Planet 55            | 20 stycznia 2014     |
| drugi Doktor    | 4     | 034 | The Macra Terror        | 4             | 4             | BBC Studios          | 18 marca 2019        |
| drugi Doktor    | 4     | 035 | The Faceless Ones       | 6             | 6             |                      | 16 marca 2020        |
| drugi Doktor    | 5     | 039 | The Ice Warriors        | 6             | 2 (2,3)       | Qurios Entertainment | 26 sierpnia 2013     |
| drugi Doktor    | 5     | 042 | Fury from the Deep      | 6             | 6             |                      | 14 września 2020     |
| drugi Doktor    | 6     | 046 | The Invasion            | 8             | 2 (1,4)       | Cosgrove Hall        | 6 listopada 2006     |

### Remake
Zaginiony odcinek Mission to the Unknown z trzeciego sezonu Doktora Who został zrekonstruowany przez zespół studentów, absolwentów i pracowników uniwersytetu Centralnego Lancashire w formie live action. Zrekonstruowany odcinek miał swoją premierę 9 października 2019 roku na oficjalnym kanale Doktora Who w serwisie Youtube. Głosu Dalekom użycza Nicholas Briggs, który udziela go także w odcinkach emitowanych od 2005 roku; w rekonstrukcji występuje także Peter Purves, który wcielał się w towarzysza pierwszego Doktora Stevena Taylora. Oprócz odcinka, tego samego dnia opublikowany został odcinek dokumentalny opisujący kulisy powstania rekonstrukcji.

## Lost in Time
1 listopada 2004 roku BBC wydało 3-płytowy zestaw DVD zatytułowany Doctor Who – Lost in Time. Kolekcja ta zawiera zachowane odcinki i klipy z niekompletnych lub całkowicie zaginionych historii Doktora Who. W momencie publikacji tego zestawu zaginionych było 108 odcinków (od 2004 roku udało się odnaleźć 11 odcinków oraz kilka innych pojedynczych klipów).